# Liste der Regimenter des schwäbischen Reichskreises
Der Schwäbische Reichskreis bestand aus einer Vielzahl von mittleren und kleinen Reichsständen, zählte aber als „Vorderer Reichskreis“ neben dem Fränkischen Reichskreis zu den wichtigsten Reichskreisen. Der Kreis war zudem in unterschiedliche katholische und lutherische Stände geteilt.
Obwohl die einzelnen schwäbischen Kreisregimenter aus konfessionell und territorial unterschiedlichen Kontingenten bestanden verblieben sie ab 1683 in ihren Regimentstrukturen, mit nur wenigen Änderungen. 
Die Nummerierung der Infanterieregimenter (No.) bezieht sich auf die im 18. Jahrhundert fast durchgängig bestehenden Regimenter. Sie bestand nicht offiziell.
„von 1555“ usw. Nummerierung nach Tessin | * Gründung | † Auflösung | > Verbleib | = Doppelfunktion als stehendes Regiment eines Reichsstandes

## Nachhaltig bestehende Regimenter

### Infanterie
- Schwäbisches Kreis-Infanterieregiment No. 1 von 1683/3 - Karl Gustav von Baden-Durlach *1683 - 1703 Karl Wilhelm von Baden-Durlach - 1712 Christoph von Baden-Durlach - 1723 Friedrich von Baden-Durlach - 1732 Karl August von Baden-Durlach - 1766 Karl Ludwig von Baden-Durlach - 1772 Karl Ludwig von Baden ("Baden-Infanterie")- †1801
- Schwäbisches Kreis-Infanterieregiment No. 2 von 1683/4 - Öttingen *1683 - 1691 Würzburg - 1701 Fürstenberg - 1705 Entzberg - 1724 Fürstenberg - 1759 Fürstenberg - †1801
- Schwäbisches Kreis-Infanterieregiment No. 3 von 1691/2 - Fürstenberg *1691 - 1703 Roth - 1743 Baden-Baden - 1772 Wolfegg - 1799 ("Königsegg-Infanterie") - †1801
- Schwäbisches Kreis-Infanterieregiment No. 4 von 1701 - Reischach *1701 - 1712 Württemberg - 1733 Württemberg - 1744 Württemberg - 1793 Württemberg †1796

### Kavallerie
- Schwäbisches Kreis-Kürassierregiment von 1683/1 - Gronsfeld *1683 - 1691 Stauffenberg - 1704 Fugger - 1732 Fugger ("Fugger-Kürassiere") - Baden 1736 - Carl-Friedrich von Hohenzollern-Sigmaringen 1756 - 1785 Anton Aloys von Hohenzollern-Sigmaringen 1785 - †1801
- Schwäbisches Kreis-Dragonerregiment von 1691/1 - "Prinz Friedrich Dragoner" - 1693 Zollern - 1703 Oettingen - 1724 Ostfriesland - 1725 Oettingen - †1732

## Kurzfristig bestehende Regimenter

### Infanterieregimenter
- Schwäbisches Kreis-Infanterieregiment von 1542 - Eberstein *1542†
- Schwäbisches Kreis-Infanterieregiment von 1595 - Schönau *1595 - †1596
- Schwäbisches Kreis-Infanterieregiment von 1596 - Mörsberg *1596 - †1596
- Schwäbisches Kreis-Infanterieregiment von 1597 - Mörsberg *1597 - †1597
- Schwäbisches Kreis-Infanterieregiment von 1605 - Mörsberg *1605 - †1605
- Schwäbisches Kreis-Infanterieregiment von 1606 - Mansfeld *1606 - †1606
- Schwäbisches Kreis-Infanterieregiment von 1664/2 - Birkenfeld *1664 - †1664
- Schwäbisches Kreis-Infanterieregiment von 1664/3 - Fugger *1664 - †1664
- Schwäbisches Kreis-Infanterieregiment von 1674/3 - Karl Gustav von Baden-Durlach *1674 - †1677
- Schwäbisches Kreis-Infanterieregiment von 1696 - Baden-Baden *1696 - 1707 Baden-Baden - †1731

### Kavallerieregimenter
- Schwäbisches Kreis-Kavallerieregiment von 1664/1 - Fürstenberg *1664 - †1664
- Schwäbisches Kreis-Kavallerieregiment von 1674/1 - Fürstenberg *1674 - †1677
- Schwäbisches Kreis-Kavallerieregiment von 1674/1 - Württemberg *1674 - †1674